# Controllo accessi

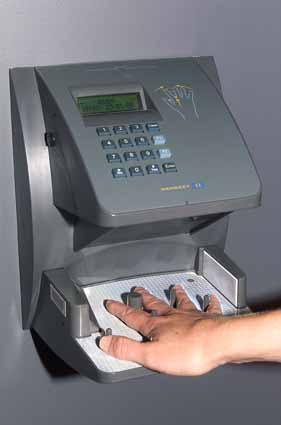
Sistema di controllo accessi basato sul riconoscimento biometrico delle impronte digitali

Nell'ambito della sicurezza fisica e informatica il controllo degli accessi è un sistema di protezione che impedisce l'accesso a determinati luoghi o risorse sia fisiche che risorse informatiche. 
Può essere di diverse tipologie, implementato attraverso una lista di controllo degli accessi o altre procedure di autenticazione.
Anche una serratura costituisce un basilare sistema di controllo accessi.